# Bernd Morast
Bernd Max Morast (* 22. Juni 1949 in Bretten) ist ein deutscher Diplomat, der von 1996 bis 1999 Botschafter in Burundi, zwischen 2001 und 2004 in Mauretanien, von 2007 bis 2009 in Angola und zuletzt zwischen September 2011 und September 2012 Botschafter in Brunei war.

## Leben
Nach dem Abitur 1968 war Morast erst ein Jahr in der Wirtschaft tätig und studierte im Anschluss von 1969 bis 1973 Politikwissenschaften, Volkswirtschaft und Soziologie an der Universität Konstanz. 1977 schloss er dort seine Promotion mit einer Dissertation zum Thema Die südafrikanische Rassenpolitik. „Getrennte Entwicklung“ und weiße Vorherrschaft ab.
Im Anschluss trat er 1978 in den auswärtigen Dienst und fand nach Abschluss der Laufbahnprüfung 1980 zunächst Verwendung im Auswärtigen Amt in Bonn sowie danach von 1981 bis 1984 an der Botschaft in Malaysia. Nach einer anschließenden Tätigkeit am Generalkonsulat in New York City war er zwischen 1987 und 1990 wieder Mitarbeiter in der Zentrale des Auswärtigen Amtes. Zwischen 1990 und 1993 war er Ständiger Vertreter des Botschafters in Kamerun sowie währenddessen für einige Zeit 1992 Geschäftsträger ad interim in Zaire und 1993 ebensolcher in der Elfenbeinküste.
Nach einer Tätigkeit als stellvertretender Referatsleiter im Auswärtigen Amt von 1996 bis 1999 war Morast erst Botschafter in Burundi und im Anschluss von 1999 bis 2001 Generalkonsul in Thessaloniki. Zwischen 2001 und 2004 war er Botschafter in Mauretanien und daraufhin als Referatsleiter ins Bundeskanzleramt abgeordnet. Nachdem er von 2007 bis 2009 Botschafter in Angola war, nahm er an einem einjährigen Fortbildungslehrgang (Harvard Fellows Program Boston) an der Harvard University teil und wurde anschließend für ein weiteres Jahr zur Erfüllung eines Forschungsvorhabens freigestellt.
Im September 2011 wurde Bernd Morast Botschafter in Brunei als Nachfolger von Thomas Bruns, der wiederum neuer Botschafter in der Dominikanischen Republik wurde. Im September 2012 folgte ihm Roland Christian Grafe, der bisher Referatsleiter in der Abrüstungsabteilung des Auswärtigen Amtes war, als Botschafter in Brunei.

## Schriften
- Die südafrikanische Rassenpolitik. „Getrennte Entwicklung“ und weiße Vorherrschaft. Campus-Verlag, Frankfurt am Main 1979, ISBN 3-593-32463-6